# Короткоствольний револьвер

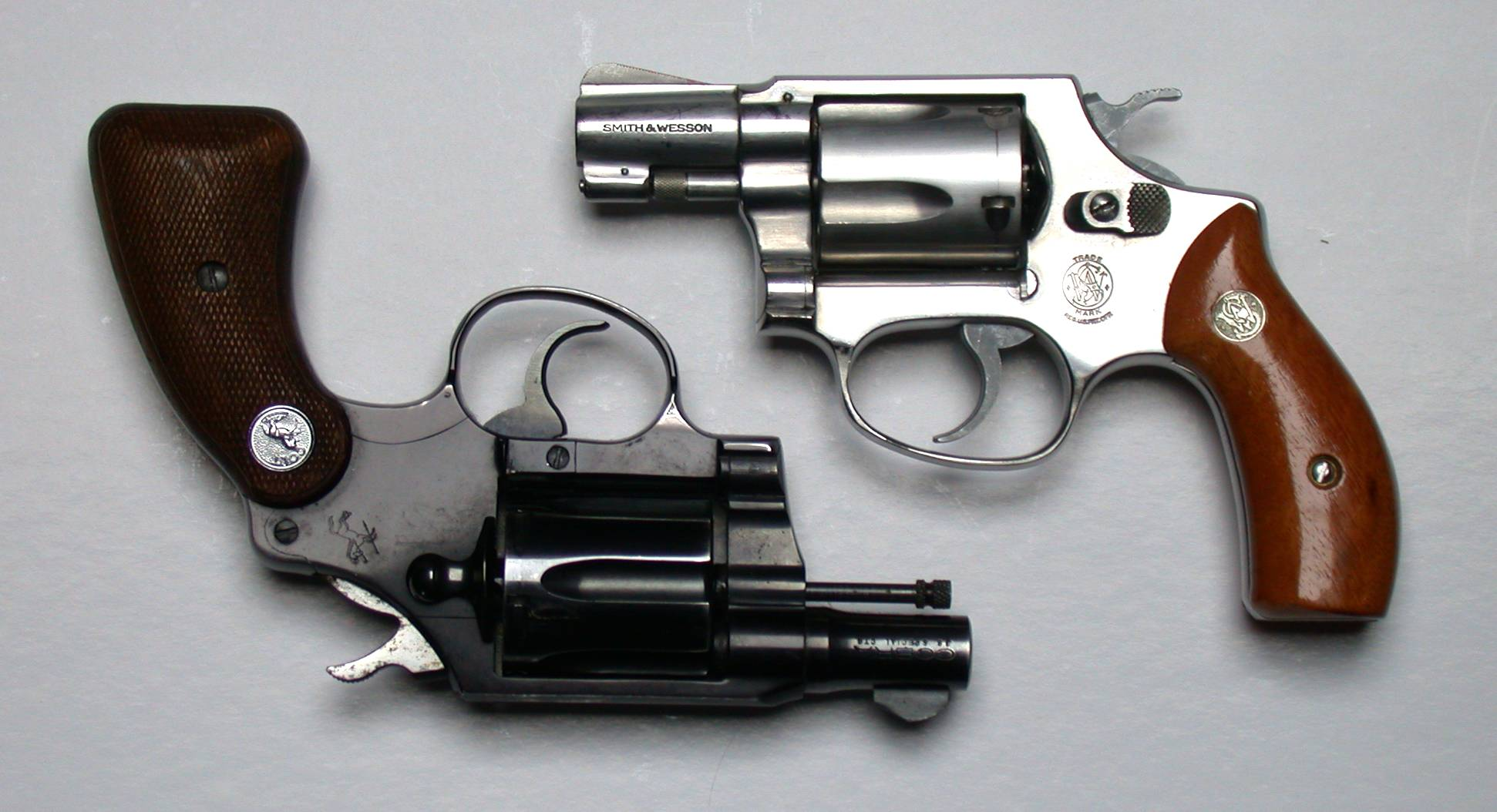
Короткоствольні револьвери Colt Detective Special та Smith & Wesson Модель 36

Короткоствольний револьвер (в народі snubbie, belly gun або бульдог) будь-який малий, середній або великий револьвер з коротким стволом, загалом з довжиною стволу 3 дюйми або менше. Невеликі револьвери зазвичай роблять з "підрізаними" або з "екранованими" курками, крім того є також "безкуркові" моделі, що дозволяє легко та швидко діставати револьвер з кишені. Екранованими та безкурковими револьверам можна стріляти з кишені. Револьвери мають меншу потужність та дальність стрільби, але мають кращу маневреність та прихованість. 
Короткоствольні револьвери були дуже популярні в США в 1950-х та 1960-х роках, коли багато штатів випустили закони які обмежували або забороняли носіння прихованої зброї. Проте, прийняття законів про "shall issue" (обов'язкову видачу, ліцензія на зброю потрібна, але номінально) вогнепальної зброї в середині 1990-х, створило ринки, які потребували невеликої, простої, невеликої зброї для прихованого носіння, в результаті в США знову стали популярними короткоствольні револьвери,
Зростання попиту на короткоствольні револьвери, задовольнили появою нових моделей від компаній Smith & Wesson, Colt, Ruger, Taurus тощо. Більшість револьверів було зроблено з вуглецевої сталі, нержавіючої сталі та легких алюмінієвих сплавів, проте було створено нові моделі з міцних, легких металевих сплавів, таких як титан та скандій. Були навіть розроблені рамки з полімерів. 
Зараз виробники випускають короткоствольні револьвери у більших калібрах ніж до цього, наприклад, .357 Magnum та .44 Magnum. Деякі компанії навіть випускали зброю під набої .454 Casull, .480 Ruger,  .460  S&W Magnum, .500 S&W Magnum та .410 калібру. Є також короткоствольні револьвери під пістолетні набої, такі як 9×19 мм Парабелум, .40 S&W та .45 ACP, які заряджають за допомогою обойми швидкого заряджання.

## Історія

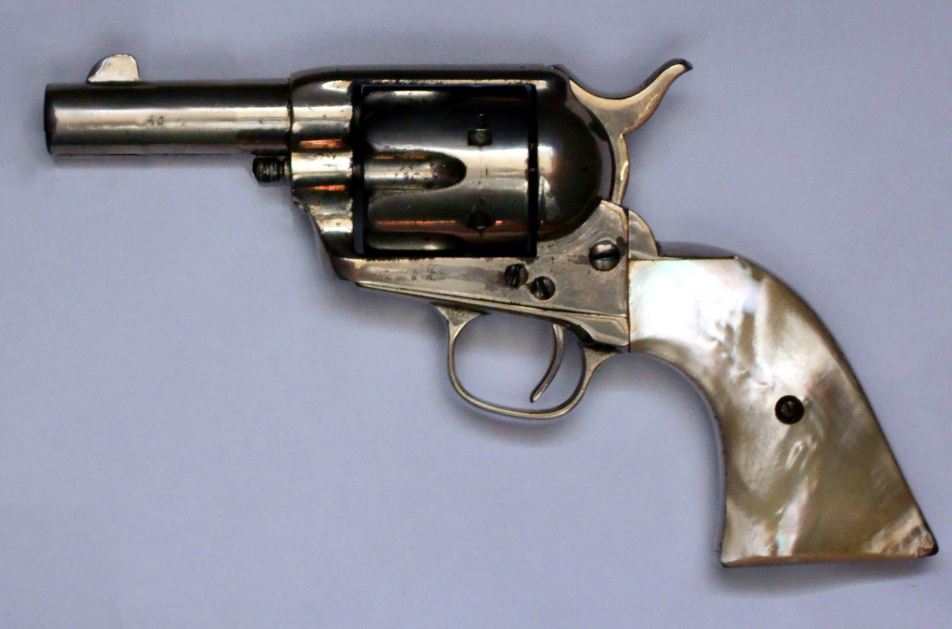
Короткоствольний револьвер Colt Single Action Army "Sheriff's Model"

Першим короткоствольним револьвером став шестизарядний револьвер Colt Single Action Army з довжиною стволу 3 дюйми без стрижня штовхача, який отримав офіційну назву "Sheriff's Model," а також "Storekeeper's Model", крім того неофіційно він відомий як "Banker's Special." Моделі зі стволами 4¾" відомі як моделі "Gunfighter". Моделі зі стволами 5½" називали "Artillery" та "Cattleman" або "Cowboy". Моделі зі стволами 7½" отримали назви "Army", "Cavalry" та "Standard".

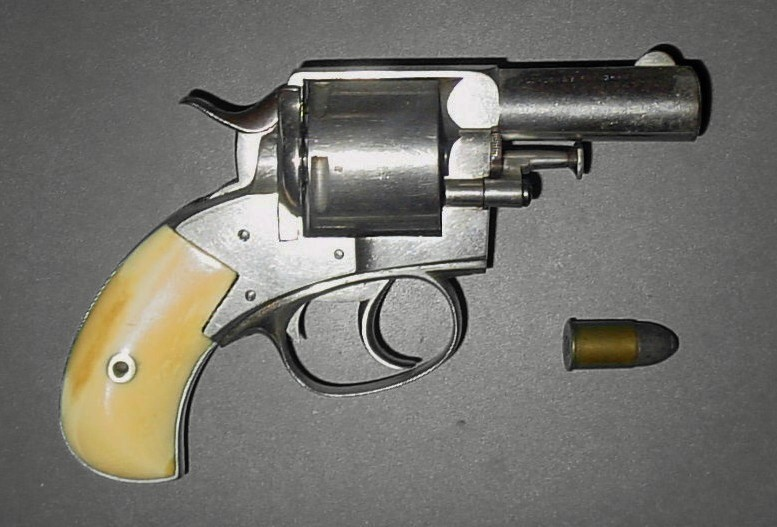
Webley .450 "British Bull Dog" модель - 1870-х

Популярним п'ятизарядним кишеньковим револьвером був британський Bull Dog, на суцільній рамі, подвійної дії представлений Philip Webley & Son з Бірмінгему, Англія, в 1872, який згодом скопіювали зброярі континентальної Європи та США. Він мав ствол довжиною 2.5" дюйми і був створений під набої .442 Webley або .450 Adams. Пізніше Веблі почали випускати зменшені версії під набої .320 Revolver та .380, але не маркували їх назвою British Bull Dog. Термін "револьвер бульдог" синонімом "короткоствольних револьверів" великого калібру.

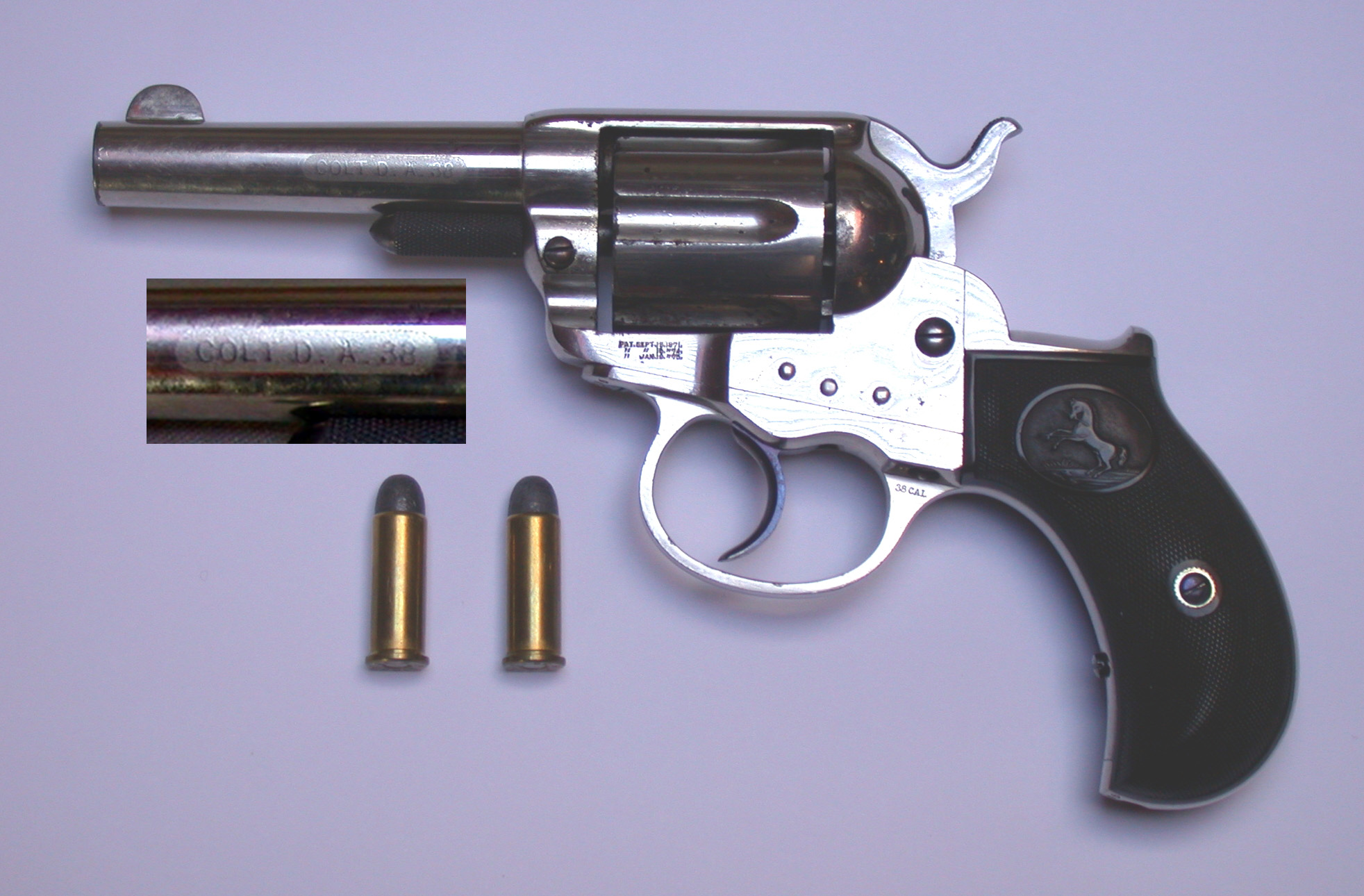
Colt Модель 1877 Double Action "Lightning" cal .38 Long Colt.

Револьвер Colt M1877 Double Action шестизарядний, подвійної дії, який випускала компанія Кольт з січня 1877 по 1909 загальною кількістю 166849 револьверів.  Модель 1877 пропонувала в трьох калібрах, за що отримали три неофіційні назви: .38 Long Colt "Lightning", .41 Colt "Thunderer" та .32 Colt "Rainmaker". M1877 став першим успішним американським револьвером подвійної дії під унітарний набій. M1877 мали дві базові обробки: нікельовані або загартовані рамки з вороненим стволом та барабаном. Револьвер мав довжину стволу 2.5" та 3.5" дюйми та були доступні з або без стрижня штовхача та кожуха. The shorter barreled versions without the ejector rod were marketed as "Shopkeeper's Special".

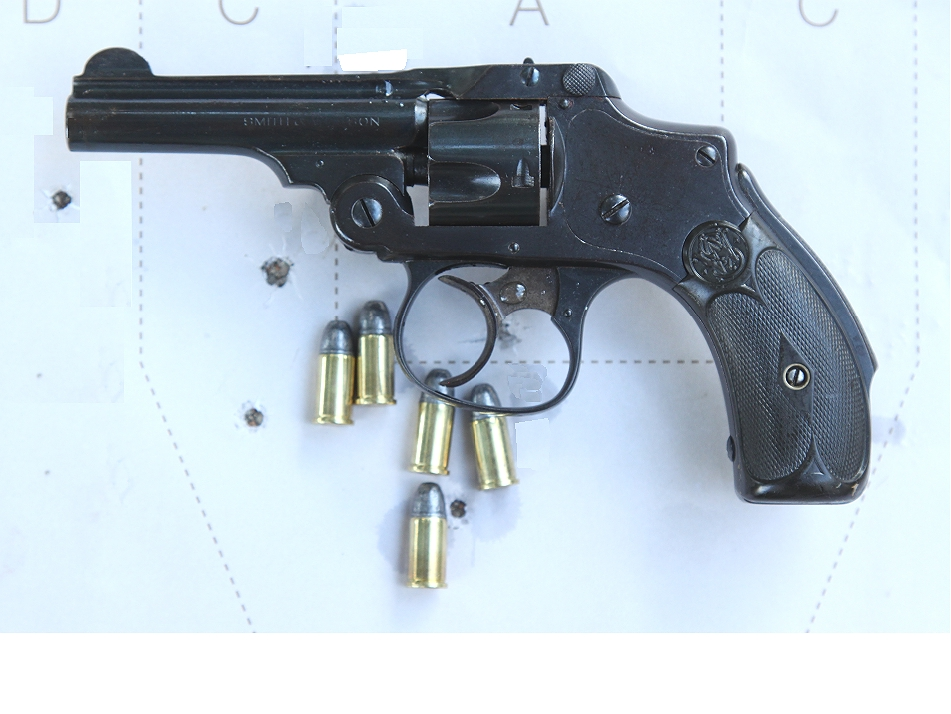
Безкурковий револьвер .32 калібру Smith & Wesson

Револьвери Smith & Wesson Безкурковий випускали з 1887 до Другої світової війни. Це невеликий п'ятизарядний револьвер подвійної дії для прихованого носіння під калібри .32 S&W або .38 S&W. Часто їх випускали зі стволами довжиною 2", 3" та 3.5" дюйми. Револьвери мали переламні рамки, для швидкого перезаряджання, та внутрішній курок, для прихованого носіння. Крім того вони мали запобіжник руків'я. Вони отримали назву "The New Departure", що б зазначити новий напрямок розробки компанії. В конструкції револьвера принесли в жертву маневреності та прихованому носінню потужність та дальність стрільби. Схожі "безкуркові" конструкції інших виробників, таких як Айвер Джонсон та Harrington & Richardson, довели популярність зброї прихованого носіння. 

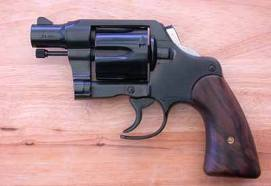
Fitz Special

FitzGerald Special, "Fitz Special" або "Fitz Colt" це короткоствольний револьвер, який розробив Джон Генрі Фіцджеральд (скорочено: "Fitz"), робітник Colt Firearms в період з 1918 по 1944. Револьвери Fitz Special робили зменшуючи довжину стволу на два дюйми, скорочуючи шомпол екстрактора, прибравши шпору курка, передню половину скоби спускового гачка та округлення торця. Зміна форму курка та торця дозволило швидко витягати зброю з одягу. Обрізана скоба дозволяла швидше натискати на спусковий гачок, навіть для стрільців з великими пальцями або в рукавицях.
 Фітцджеральд вперше почав роботу над своїм концептом в середині 1920-х модифікувавши револьвер .38 Special Colt Police Positive Special, який мав на той час найкоротший ствол довжиною чотири дюйми. Пізніше він переробив револьвери .45 калібру Colt New Service таким самим чином, і носив два цих револьвери у своїх кишенях. FitzGerald Special став попередником сучасних короткоствольних револьверів і особливо попередником револьвера Colt Detective Special. 

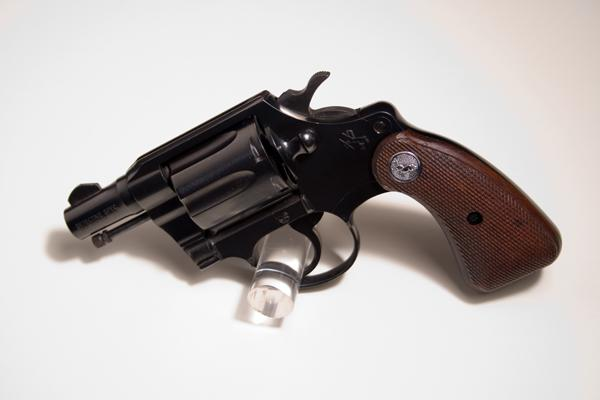
Colt Detective Special

Револьвер Colt Detective Special мав рамку з вуглецевої сталі, УСМ подвійної дії, короткоствольний, з барабаном на шість набоїв. Як видно з назви "Detective Special", цю модель револьвера використовували для прихованого носіння поліцейськими детективами. Їх випускали зі стволами довжиною 2 або 3 дюйми. Представлений в 1927 Detective Special став першим короткоствольним револьвером з відкидним барабаном. Його  з самого початку проектували для використання з потужними набоями, такими як .38 Special, вважалося, що це потужний калібр для кишенькових револьверів на той час.

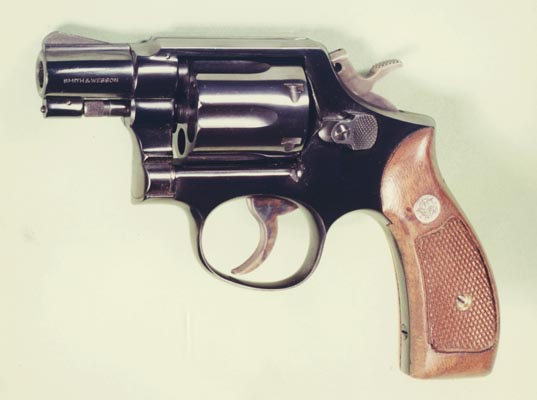
Короткоствольний револьвер S&W Модель 10

Smith & Wesson Модель 10 або Military & Police популярний в усьому світі револьвер, який випускають з 1899 року., має середній розмір, 6-набоїв калібру .38 Special, УСМ подвійної дії, приціли фіксовані. Протягом всього часу виробництва револьвер мав стволи довжиною 4, 5 та 6 дюймів. Перші короткоствольні моделі були випущені в 1936 році зі стволами довжиною 2, 2,5 та 3 дюйми. За час випуску було зроблено 6,000,000 револьверів Модель 10, що зробило його найбільш популярною ручною зброєю 20-го століття.

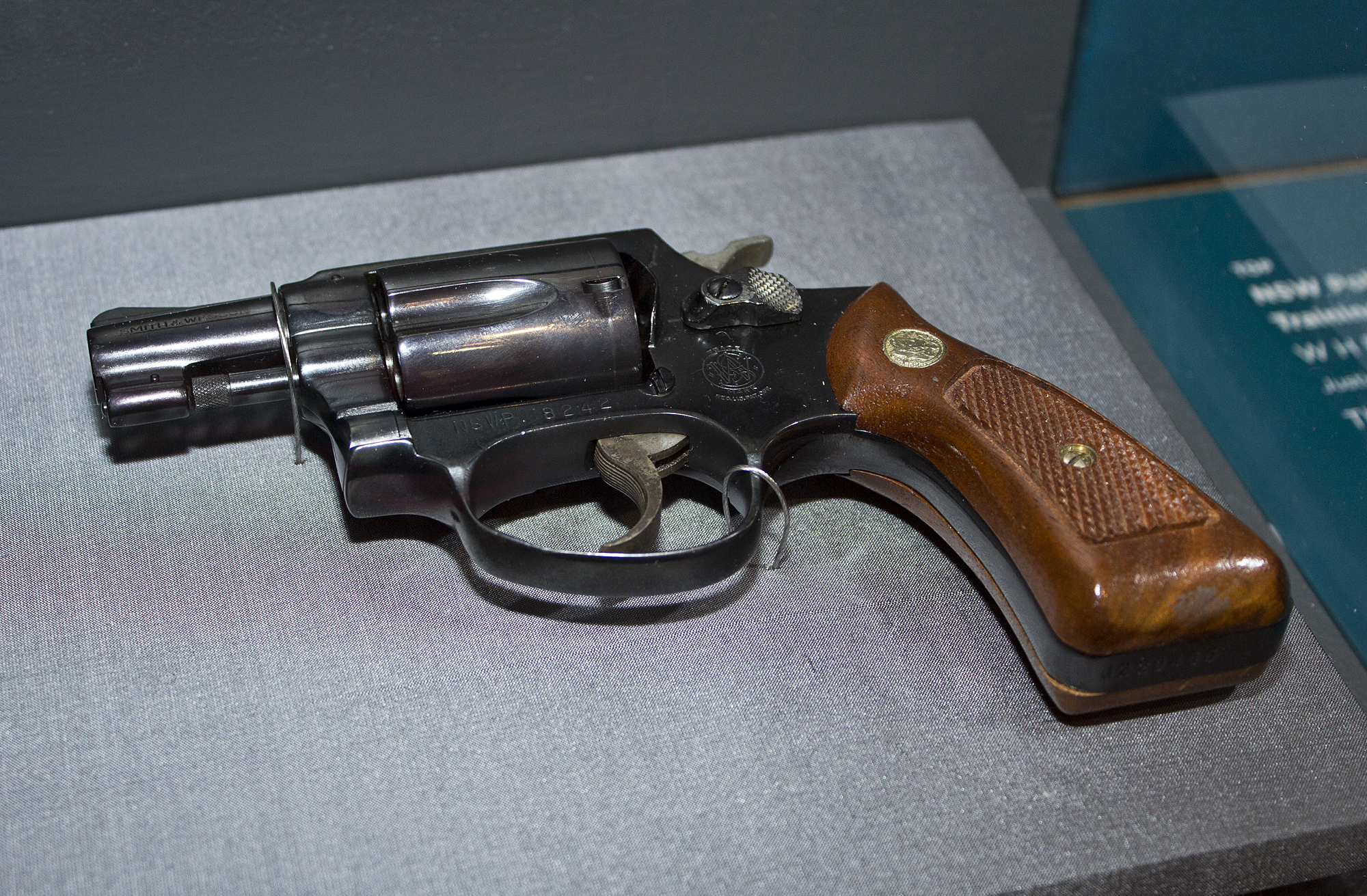
Smith & Wesson Модель 36

Smith & Wesson Модель 36 була розроблена одразу після Другої світової, коли компанія Smith & Wesson припинила виробництво військової зброї і продовжила випуск зброї для цивільного ринку. Модель 36 — невеликий револьвер для прихованого носіння, на 5 набоїв, подвійної дії з і стволом довжиною 2 дюйми, який стріляв потужними набоями .38 Special. Оскільки револьвер "Safety Hammerless" (рамка I) не міг витримати такий потужний заряд, було розроблено нову рамку J.

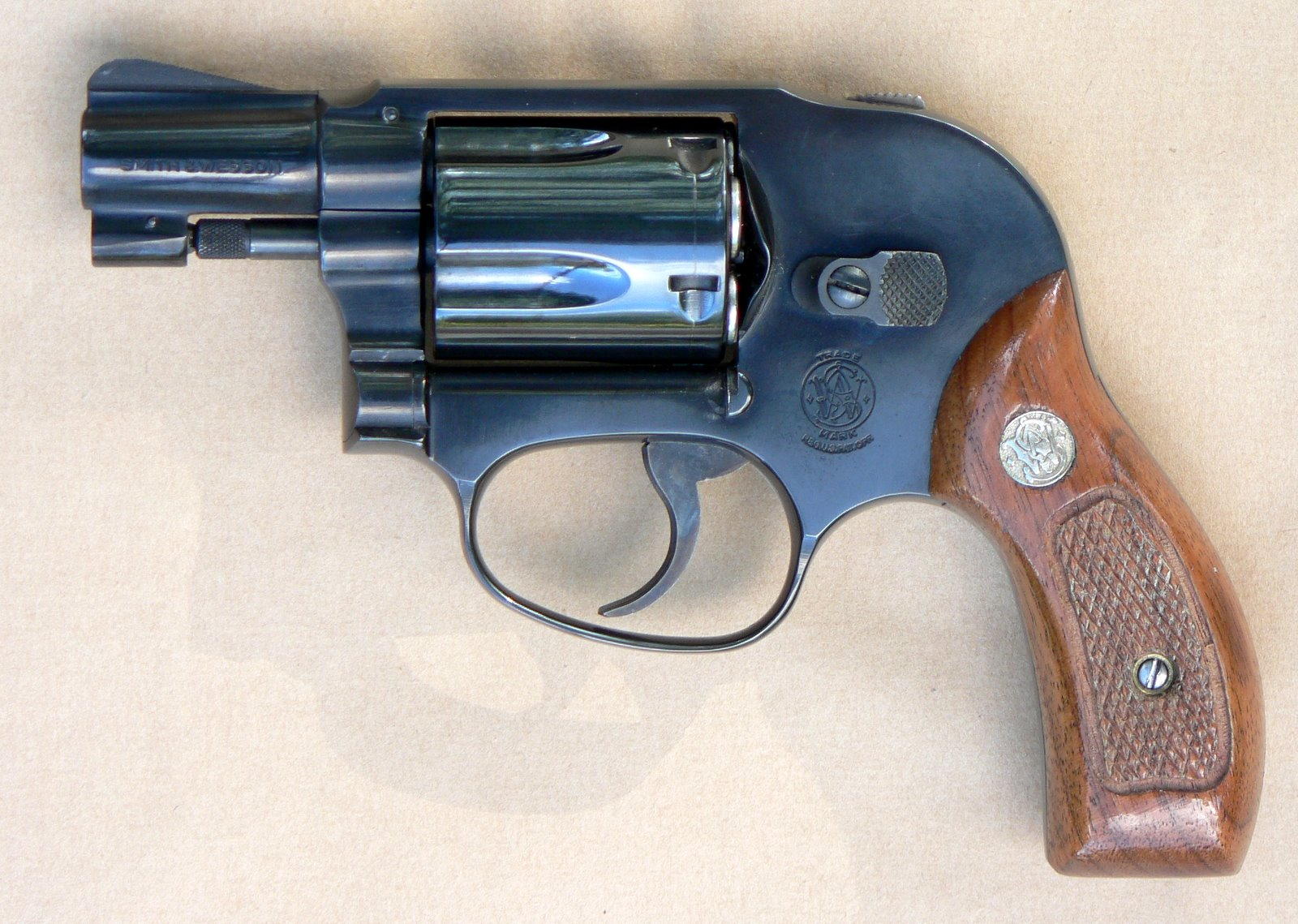
Smith & Wesson Bodyguard з "прихованим курком"

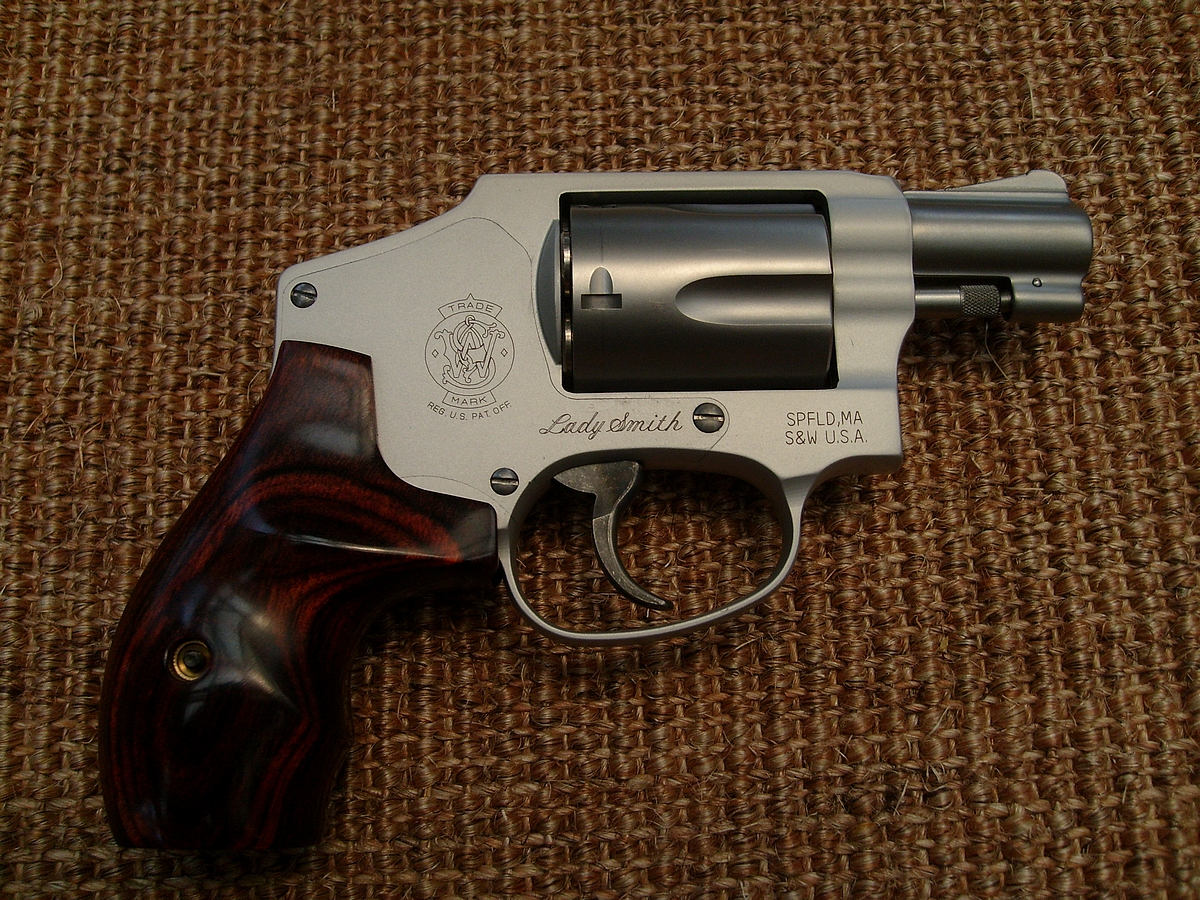
"Безкурковий" револьвер Smith & Wesson Модель 642 Ladysmith

Нову конструкцію було представлено на Міжнародній конвенції асоціації начальників поліції (IACP) в 1950, де отримав позитивні відгуки. Там же було проведено конкурс на назву нового револьверу, перемогла назва "Chiefs Special". У виробництво одразу надійшла версія з довжиною стволу в 3 дюйми, через високий попит. Револьвери були нікельовані або воронені. Під назвою "Chiefs Special" револьвер випускали до 1957, коли він отримав назву Модель 36. В 1951 році Smith & Wesson представив Airweight Модель 37, який в основі мав Модель 36, але з алюмінієвою рамкою та барабаном. Алюмінієві барабани виявилися проблематичними, а тому перевагу надали сталевим барабанам. Smith & Wesson також представили револьвери Smith & Wesson Centennial (безкуркові моделі) та Smith & Wesson Bodyguard (з прихованим курком) на рамці J. В 1990-х S&W представили моделі під набої 9×19 мм Парабелум та .357 Magnum. Крім того вони представляли нові моделі з використанням міцних, легких металевих сплавів, таких як титан та скандій.

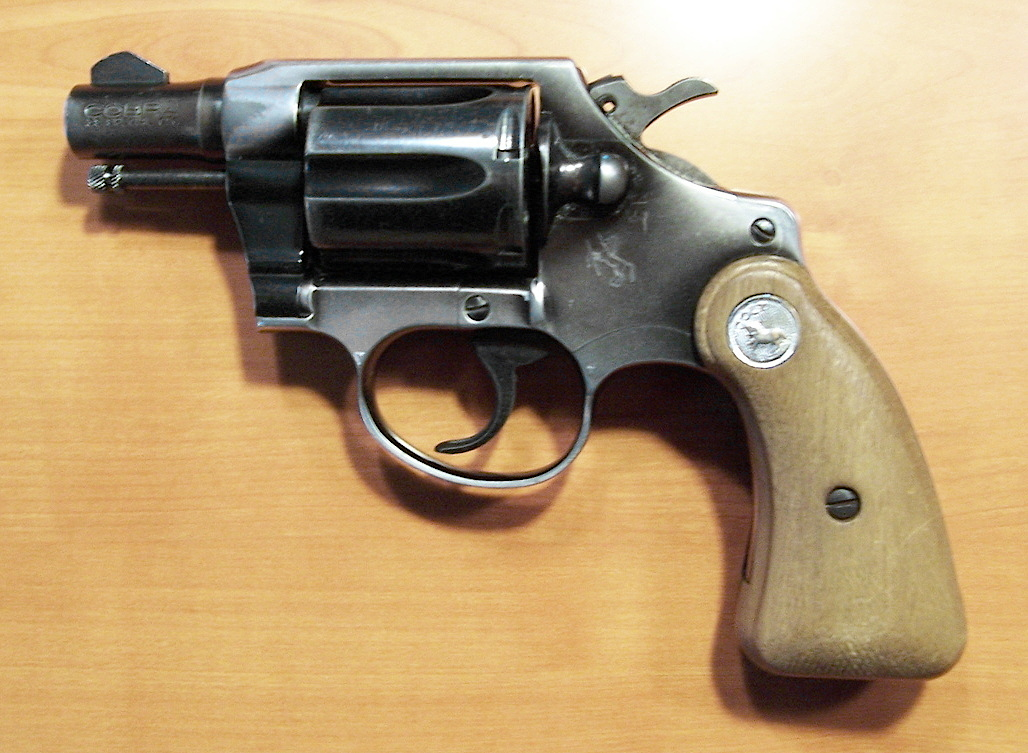
Colt Cobra

Colt Cobra легкий, 21 oz, револьвер з алюмінієвою рамкою, на 6 набоїв, подвійної дії з довжиною стволу 2 дюйми, який не треба плутати з Colt King Cobra. Револьвер Cobra розробляли під набої .38 Special, .38 S&W, .32 S&W Long та .22 LR. Його продавала компанія Colt в період з 1950 по 1981. В грудні 2016 року сповіщали, що Colt розпочне новий випуск Colt Cobra зі сталевою рамкою та волоконно-оптичним прицілом. Цю модель випустили на початку 2017 року.

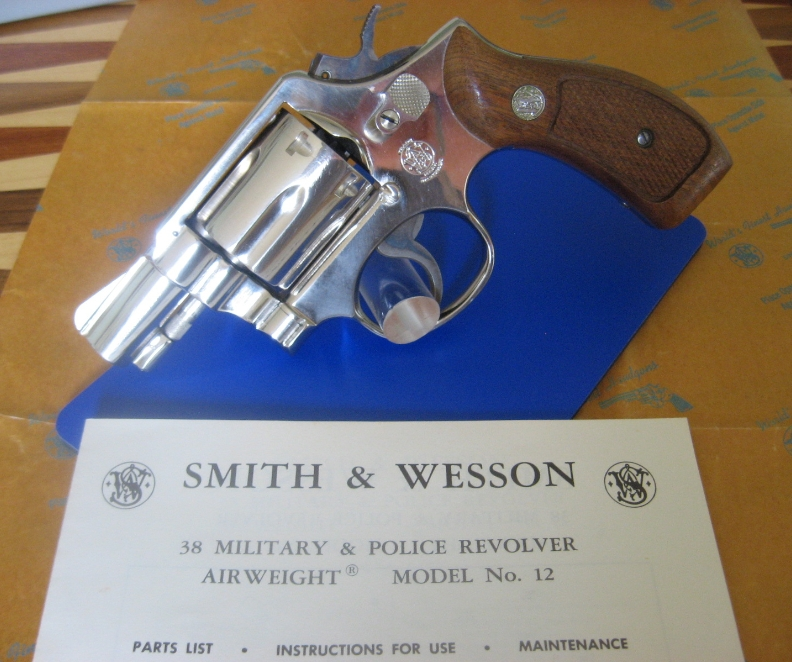
Smith & Wesson Модель 12-2

Револьвер Smith & Wesson Модель 12 має алюмінієву рамку від Моделі 10. Його вага становить 19 oz (524 g) порожнього. Барабан на 6 набоїв калібру .38 Special, випуск тривав з 1953 по 1986 зі стволами довжиною 2 та 4 дюйми. Модель 12 стала відповіддю Smith & Wessons на револьвер Colt Cobra. Перші моделі мали алюмінієвий барабан та рамку.

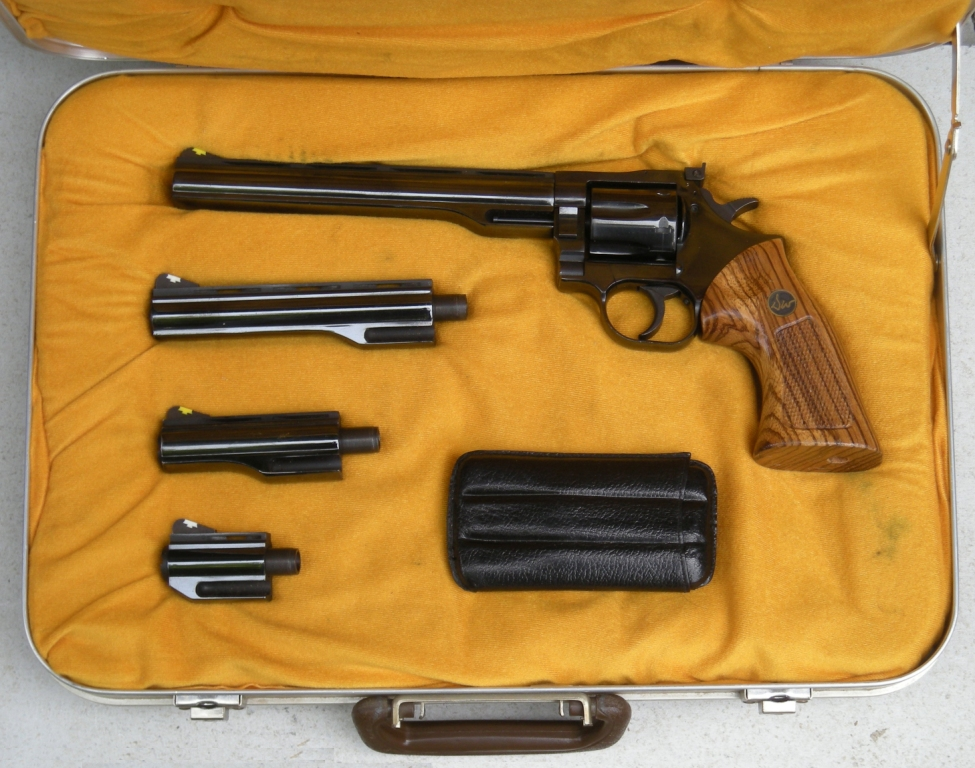
Револьвер Ден Вессона Модель 15-2 "Pistol Pacs" з 4 стволами. Примітки: знизу короткий ствол довжиною 2,5 дюйми.

Представлена в 1970-х роках Модель 15-2 стала найбільш відомим револьвером компанії Dan Wesson Firearms. Ці 6 зарядні револьвери під набій .357 Magnum мали змінні стволи, в тому числі короткий ствол довжиною 2,5 дюйми, а також стволи довжиною 4", 6", 8", 10", 12" та 15", з частковими або повними кожухами з суцільними або вентильованими ребрами, зі змінними та взаємозамінними прицілами. Модель 15-2 можна було замовити як "Pistol Pacs" з 4 (або більше) стволами/кожухами в скловолоконому портфелі з інструментами для заміни стволів та вимірювальні прилади; проте, більшість пістолетів продавали лише з одним стволом, хоча покупці могли замовити інші стволи пізніше. Всі стволи та кожухи сумісні зі всіма револьверами серії, таким чином на рамку Моделі 15-2 з 1970-х років можна встановити ствол випущений в 1990-х та кожух випущений в 2016. Продажі Моделі 15-2 зросли у порівнянні з ранніми моделями, їх часто використовували спортсмени та мисливці. Модель 44 має більшу рамку під набій .44 Magnum зі змінними стволами, в тому числі з коротким стволом довжиною 2,5 дюйми.

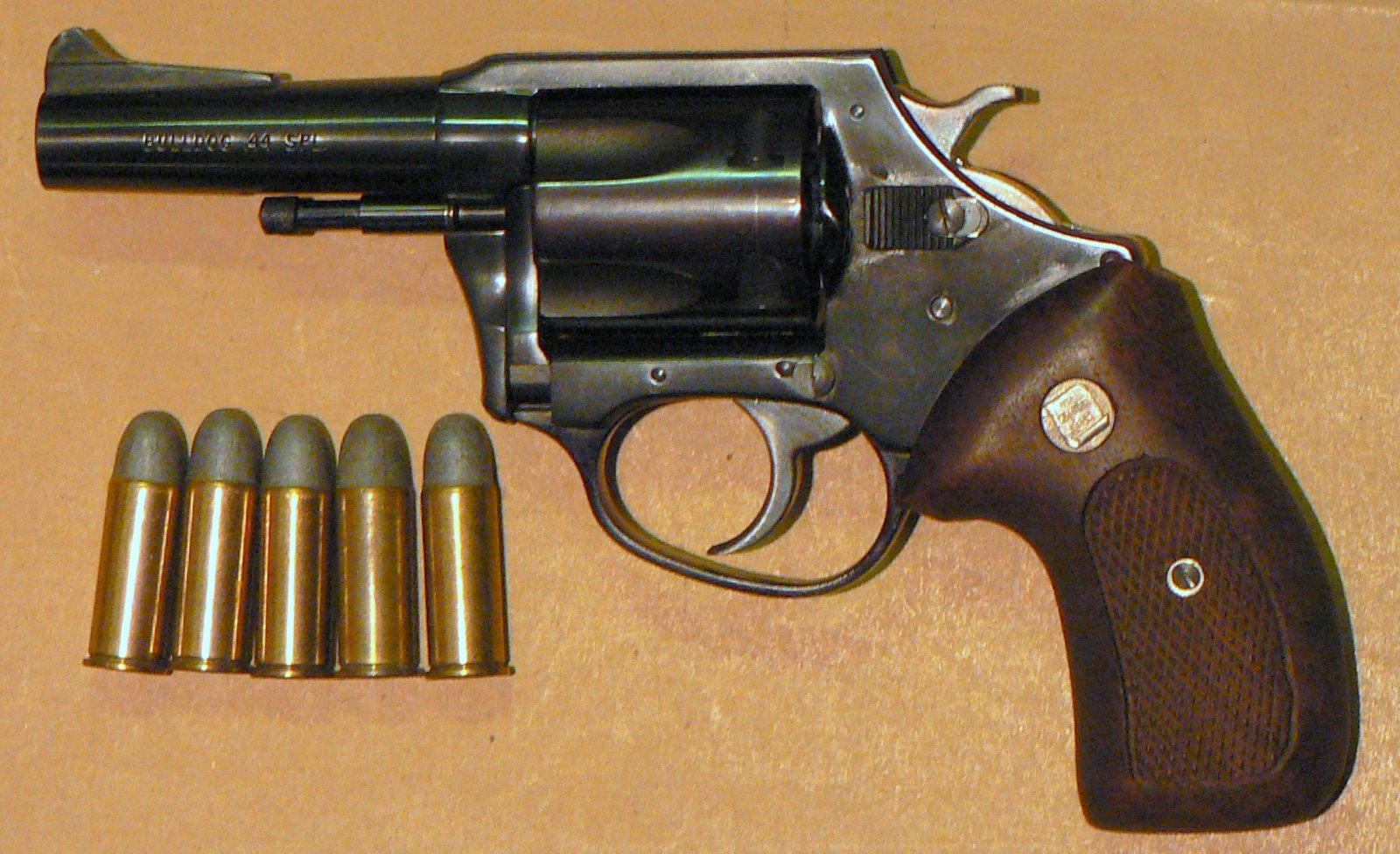
Charter Arms Bulldog .44 Special з 5 набоями

Представлений в 1973 році короткоствольний револьвер Charter Arms Bulldog був недорогою, 5-зарядною зброєю під набій .44 Special або .45 Colt. Протягом 1980-х років це був найпопулярніший револьвер і його вважають зброєю, яка зробила компанію відомою. Bulldog продавали з кількома стволами довжиною 2,2, 2,5 та 3 дюйми. Він не мав гострих країв, щоб заважити носінню зброї в кобурі або кишені. Bulldog має суцільну рамку з УСМ подвійної дії, барабан відкидався після натискання на повзунок з лівого боку рамки, або натисканням на шомпол ежектора, як в оригінальній моделі. Він мав прорізаний в рамці приціл. УСМ мав як одиночну так і подвійну дію і мав легкий спуск. Модель Police Undercover випускали під набій .357 Magnum, а модель Pittbull випускали під набої .45 ACP, .40 S&W та 9×19 мм Парабелум. Charter Arms також випускали різні короткоствольні моделі з маленькими рамками під калібр .38 Spacial відомі під назвою Undercover зі стандартним, вкороченим, прихованим курком та без курка. Charter також випускали Mag Pug під набої .357 Magnum та .41 Remington Magnum.

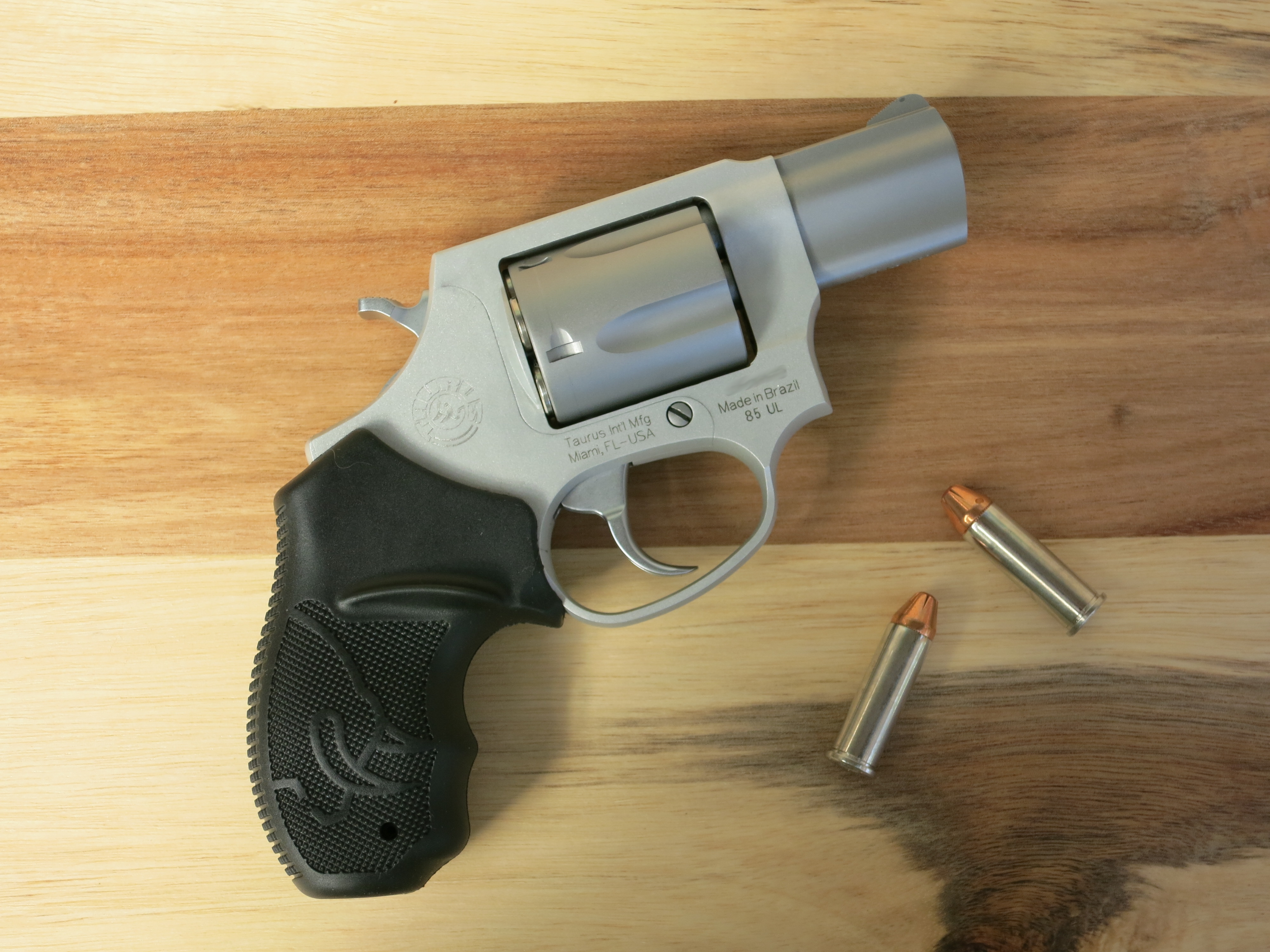
Taurus Модель 85 Ультралегка під набій .38 Special

Taurus Модель 85 невеликий револьвер на 5 набоїв, подвійної дії виробництва  бразильської збройної компанії Taurus International. Представлена в 1980 -х роках в США, зброя була призначена для прихованого носіння та самозахисту.  Модель 85 можна придбати зі стволами довжиною 2 або 3 дюйми під набій .38 Special. Модель 85 доступна в кількох варіантах. Вони були воронені, з неіржавної сталі, з полімерними рамками та "Ультралегкі" зроблені з алюмінію та титану, за сталевими деталями замка. 
Як і револьвери Smith & Wesson, Модель 85 може мати стандартний, вкорочений, прихований курок або бути зовсім без курка. Проте, є чисельні внутрішні відмінності між Taurus 85 та схожими револьверами Smith & Wesson. Через ці відмінності вартість револьверів Taurus невелика. Проте, через ці відмінності можуть зробити налаштування Моделі 85 більш коштовними. Taurus також випускає більш потужні версії, наприклад Модель 605 під набій .357 Magnum та 9 мм Parabellum Модель 905.

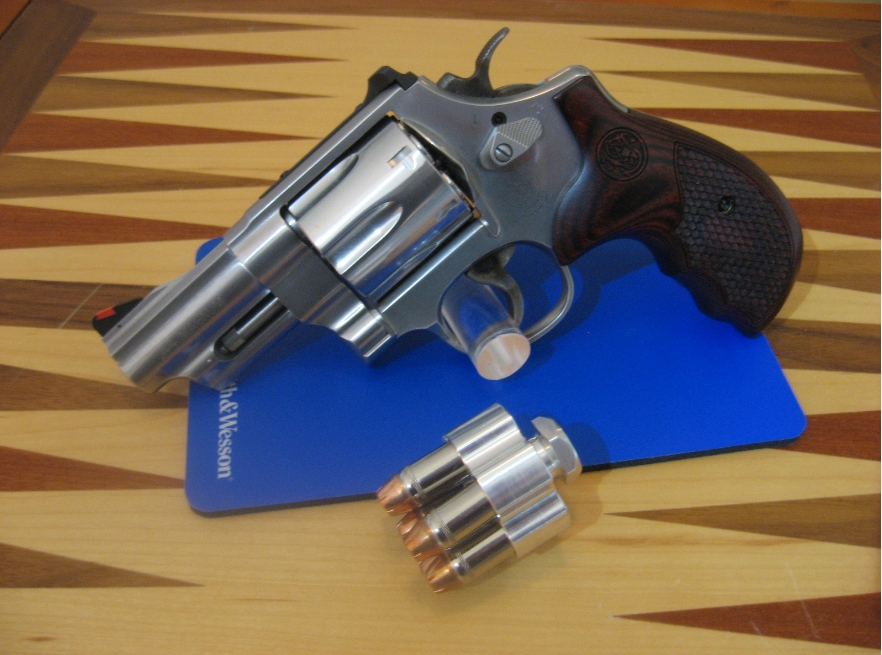
Револьвер S&W Model 629-6 Deluxe Talo Edition з довжиною стволу три дюйми під набій .44 Magnum

В 1989 році Smith & Wesson почали випуск серії короткоствольних моделей S&W Model 29. Револьвер мав велику рамку, шість набоїв в барабані, УСМ подвійної дії, калібр .44 Magnum. Backpacker мав ствол довжиною 2,5 дюйми, а Mountain Gun та Trail Boss мали стволи довжиною 3 дюйми.Ця зброя була розроблена так, щоб її "носили часто та стріляли мало".

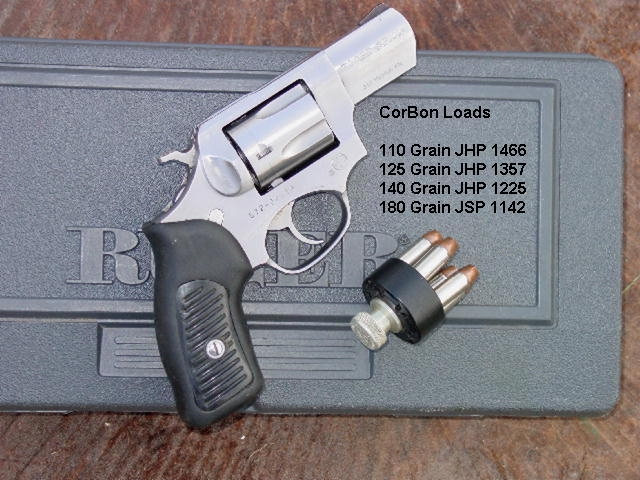
Ruger SP101 зі стволом довжиною 2,25-дюйми.

Ruger SP101 серія невеликих револьверів подвійної дії представлена в 1989 американською компанією Sturm, Ruger, як невелика копія револьвера GP100.. Конструкція SP101 суцільно сталева, курок зі шпорою або без шпори (лише подвійна дія). SP-101 мав стволи довжиною 21⁄4 та 31⁄16 дюйми. Моделі випускали під набої .38 Special, .357 Magnum та 9×19 мм Парабелум з барабаном на 5 набоїв, у той час як моделі під набої .327 Federal Magnum та .32 H&R Magnum мали барабан на шість набоїв, а модель під набій .22 LR мала барабан на 8 набоїв. 
Револьвер Smith & Wesson Model 500 Emergency Survival на великій рамі, мав барабан на 5 набоїв та ствол довжиною 2,75 дюйми, калібр становив .500 S&W Magnum, УСМ подвійної дії, з руків'ям Hogue. Модель 500 було створено на новій рамці X, яка була розроблена виключно для стримання великої дулової швидкості та тиску який створював набій .500 Magnum. Це був один з найпотужніших револьверів в світі з часу його появи в 2003, а тому виробник назвав його "найпотужнішою ручною зброєю в світі. Smith & Wesson Model 460 Emergency Survival така сам зброя, але під набій калібру .460  S&W Magnum. З нього також можна стріляти набоями .454 Casull та .45 Colt, і його легко впізнати за жовто-неоновим руків'ям Hogue.

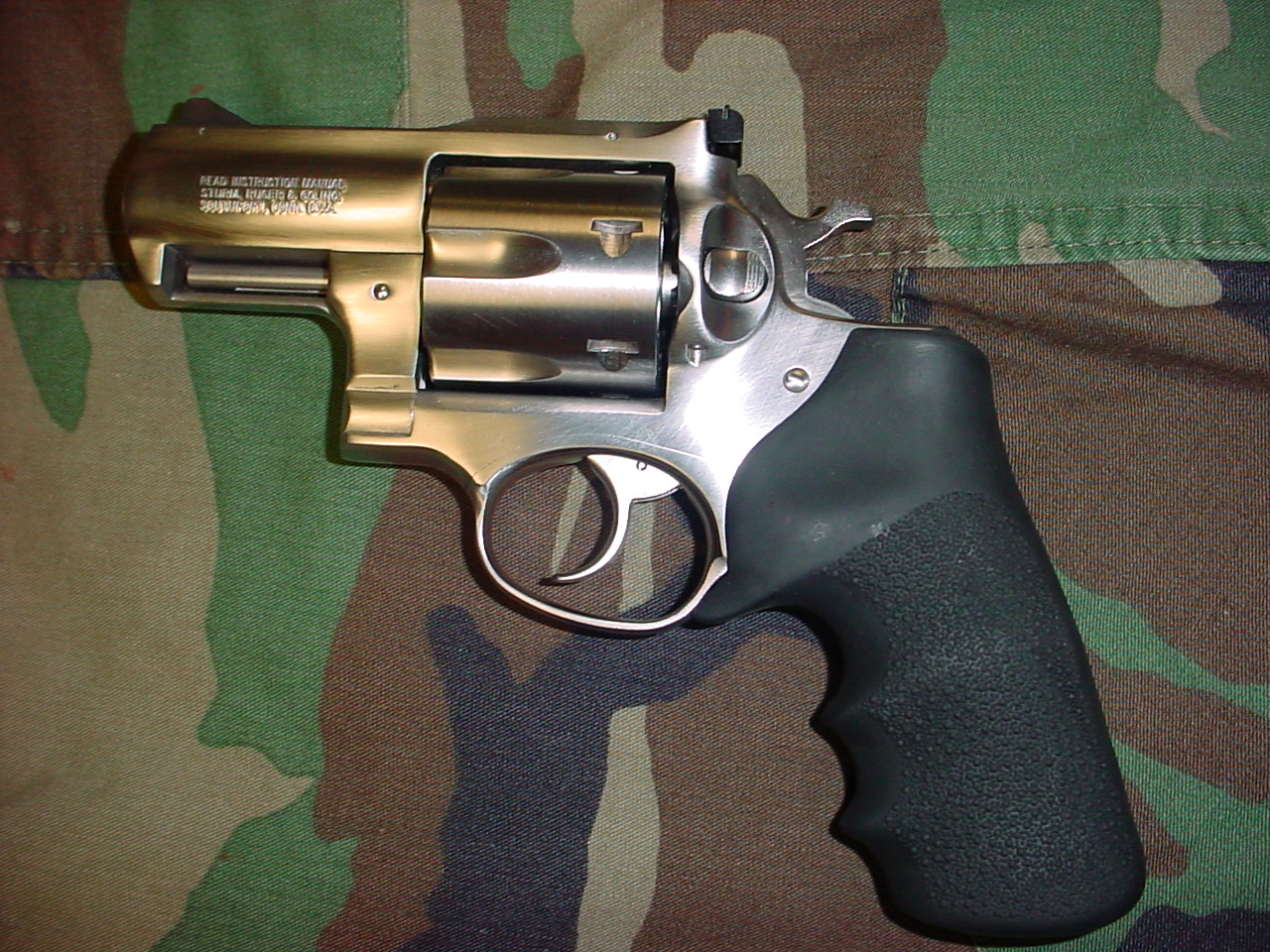
Ruger Redhawk Alaskan під набій .44 Magnum

Представлений в 2005 револьвер Ruger Alaskan перший короткоствольний револьвер компанії Ruger, з великим калібром, на шість набоїв, подвійної дії, призначений для захисту від великих, небезпечних тварин. Довжина стволу 2,5 дюйми, а основа прицілу опущена. Револьвер має змінну мушку та регульований приціл. Револьвер Alaskan випускають під набої .44 Magnum, .454 Casull/.45 Colt та .480 Ruger, модель .480 має барабан на шість набоїв, в 2008 році її замінила модель з барабаном на 5 набоїв.  Все револьвери мають воронення та гумові руків'я Hogue Tamer.  Моделі під набій .454 та .480 мали барабан без канелюр, а модель під набій .44 Magnum мали барабан з канелюрами.

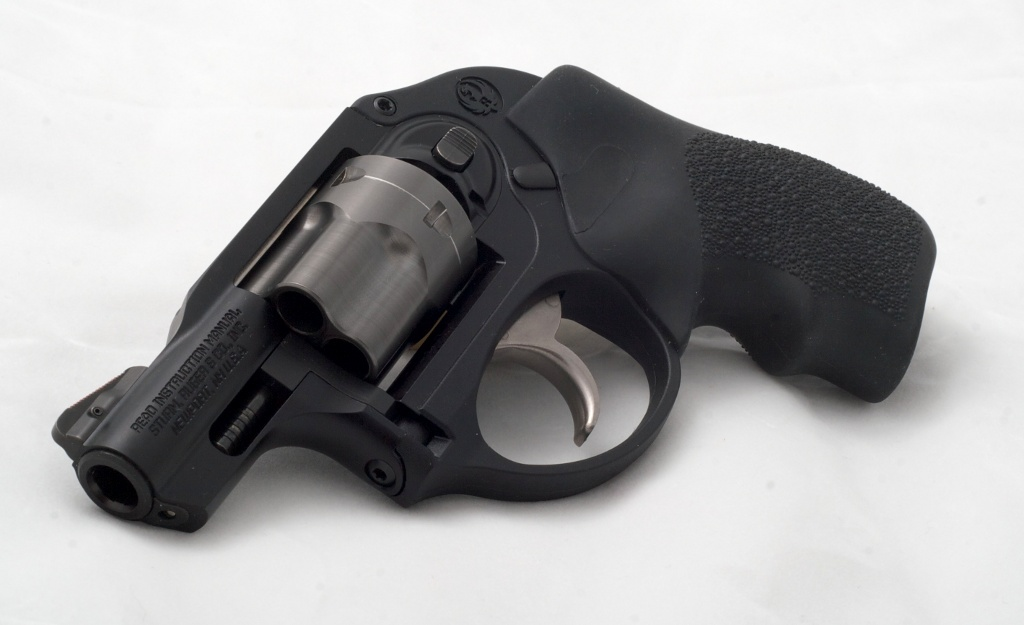
Ruger LCR під набій 38 Special +P.

Ruger LCR невеликий, 5-зарядний, револьвер з довжиною стволу 1,875 дюйми, створений компанією Ruger і представлений в січні 2009. LCR це скорочення від 'Lightweight Compact Revolver' (Легкий компактний револьвер). Він має кілька новинок, наприклад полімерне руків'я та кожух курка, монолітний приймач та УСМ з постійною силою. При вазі в 13,5 унція (380 г), LCR майже на 50% легший від сталевого SP101, з неіржавної сталі зроблено лише ствол та рифлений барабан. Рамка зроблена з алюмінієвого сплаву та синтетичного склонаповненого полімеру матовим чорним покриттям Synergistic Hard Coat. LCR має УСМ лише подвійної діїoperates оскільки курок закритий кожухом і який не можливо звести вручну. Для створення легшого натиску, УСМ має кулачок який зменшує тертя. LCR-357 створений під набій .357 Magnum. Версія Ruger LCR 22 на 8 набоїв розроблена під набій .22 LR. Є також версії на 6 набоїв калібрів .22 Winchester Magnum Rimfire та .327 Federal Magnum, а також є версія під набій 9×19 мм Парабелум на 5 набоїв.

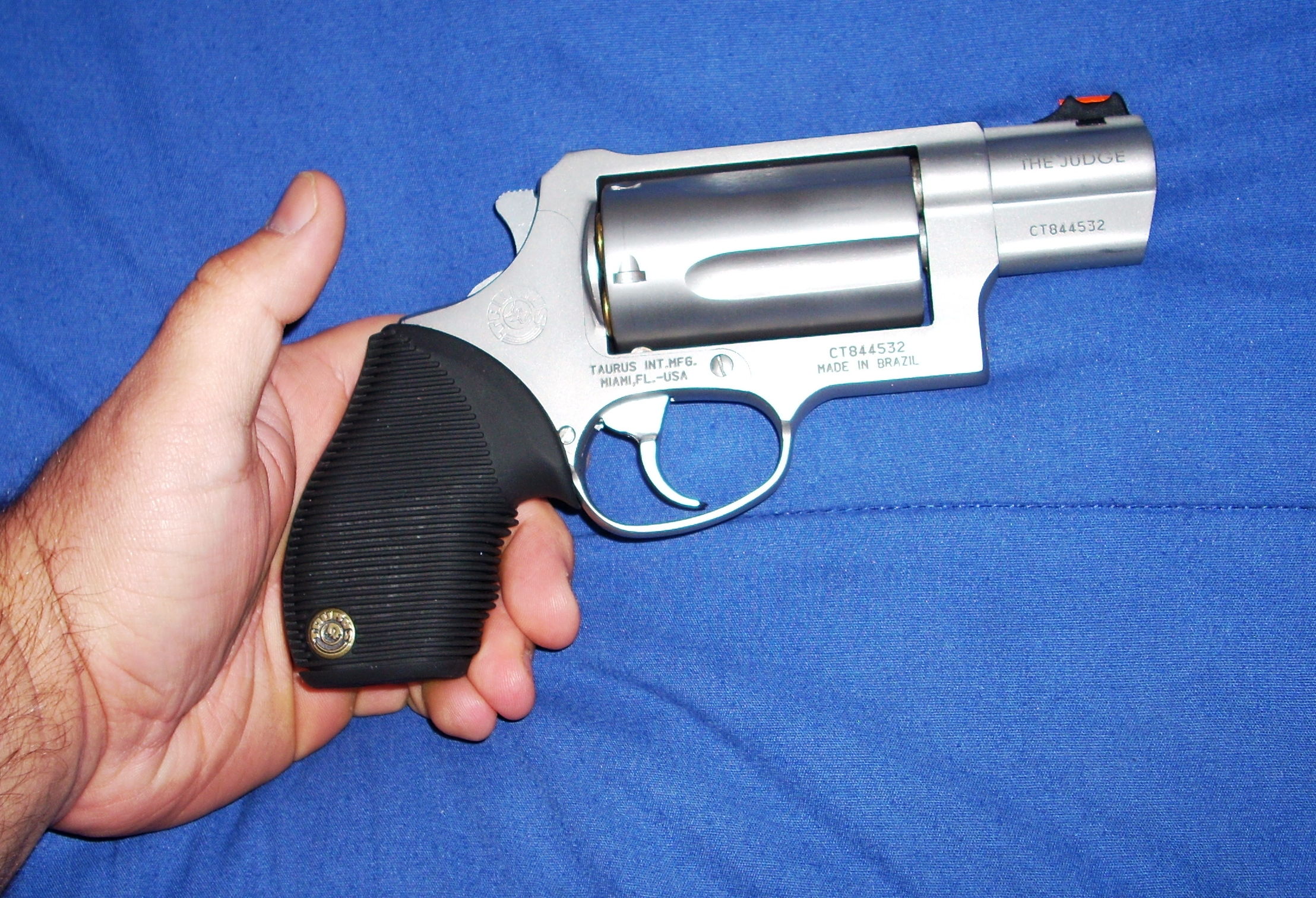
Модель Taurus Judge "Public Defender" зі зменшеним курком та стволом довжиною 3 дюйми

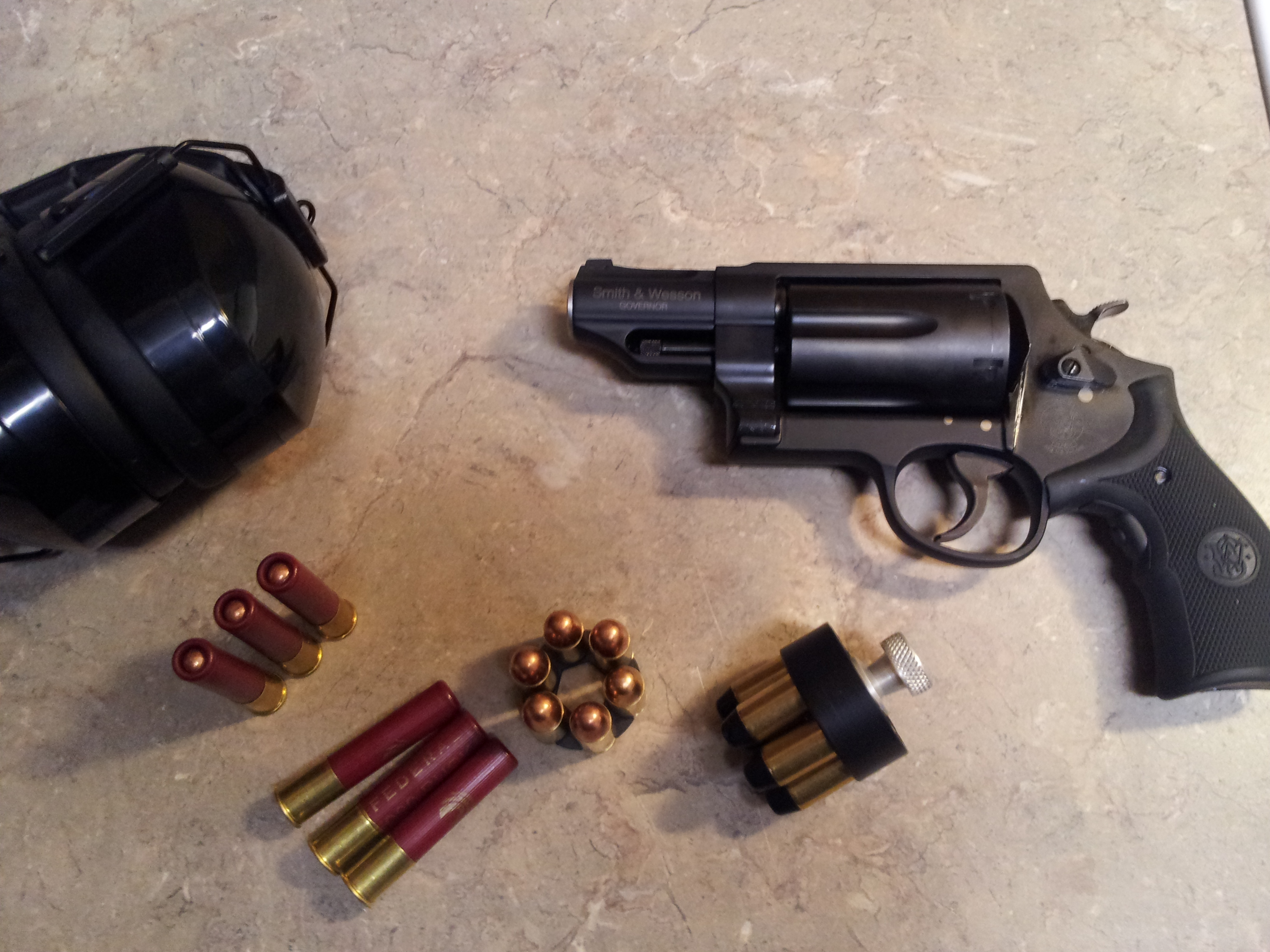
Револьвер Smith & Wesson Governor, з пристроєм для швидкого заряджання, з набоями 45 Colt, обойма швидкого заряджання з набоями 45 ACP та шість дробових набоїв Federal 2-1/2 дюйми '000', а також навушники

Taurus Judge 5 зарядний, короткоствольний (3 дюйми), револьвер представлений в 2006 році компанією Taurus International, під рушничний набій .410 bore та набій .45 Colt. Taurus представляє револьвер Judge в якості зброї самозахисту від викрадачів автомобілів та для захисту домівок. 
Smith & Wesson Governor 6 зарядний, короткоствольний (2,75 дюйми), револьвер подвійної дії створений на рамці Z (розтягнута рамка N) та з руків'ям від рамки K з легкого скандієвого сплаву або з рамкою з неіржавної сталі. Револьвер було представлено в 2011 і він був схожий на Taurus Judge, Governor може стріляти рушничними набоями 2+1⁄2-inch .410, набоями .45 Colt та .45 ACP (з використанням обойми швидкого заряджання через відсутність фланця у набоях для автоматичних пістолетів).

## Мисливська зброя

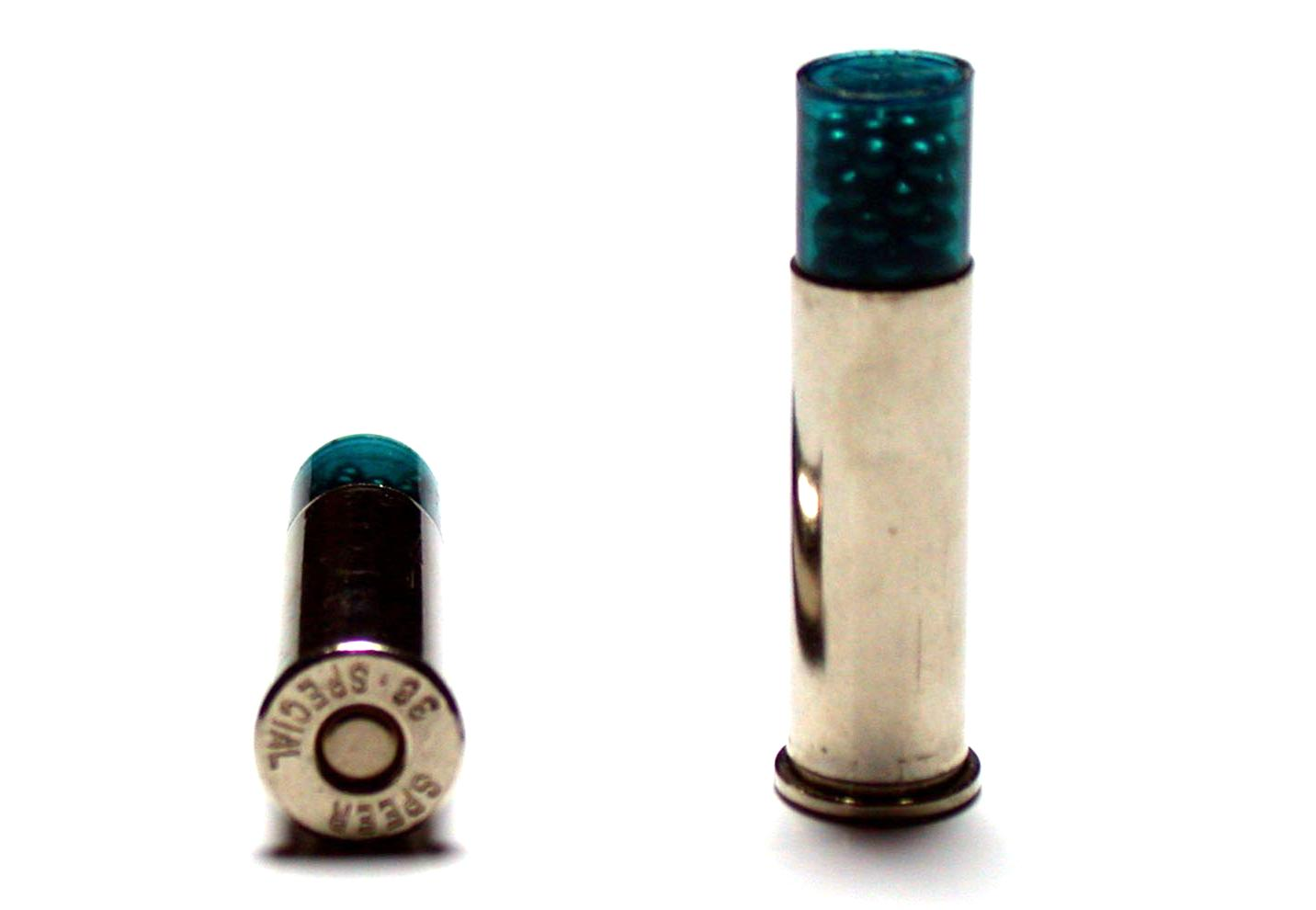
Дробові набої .38 Special

Всі ті риси які притаманні короткоствольні револьвери ідеальні для прихованого носіння також є відмінною мисливською зброєю. Настільки багато, що револьвери .44 Magnum "Smith and Wesson Trail Boss" та "Ruger Alaskan" були спеціально розроблені для цієї мети. Вони також можуть використовувати різні набої калібру .44 Special та .44 Magnum, в тому числі щурячі набої. В результаті короткоствольні револьвери великого калібру є ефективними при захисті від змій, вовків, гірських левів, навіть великих бурих ведмедів.
Легкі револьвери з маленькими рамами під набої калібрів .38 Special та .357 Magnum також підходять для мандрівників та туристів. Короткоствольні револьвери, такі як ультралегкий п'ятизарядний Smith & Wesson Модель 340PD під набій .357 Magnum, легко носити в кишені, невеликій кобурі або поясній сумці. Револьвер зроблено зі сплаву з корозійною стійкістю, барабан зроблено з титану, рамка та ствол зроблено зі скандію (покращений алюмінієвий сплав), а на стволі є вкладиш з неіржавної сталі. Вага порожнього становить 12 унцій (340 г), а вага спорядженого становить 1 фунт (0,45 кг). Хоча він і не такий потужний, як .44 Magnum, набій .357 Magnum можна використовувати проти койотів та великих диких собак.

Taurus Judge та Smith & Wesson Governor рекламувалися як мисливська зброя, яка здатна стріляти рушничними набоями .410 калібру та набоями .45 Colt, а револьвер Governor може стріляти набоями .45 ACP. При використанні рушничних набоїв Winchester Supreme Elite .410 калібру з трьома дисками вагою 71 гран та дванадцятьма кульками, цю зброю можна використовувати для стрільби по тваринам від змій до вовків.

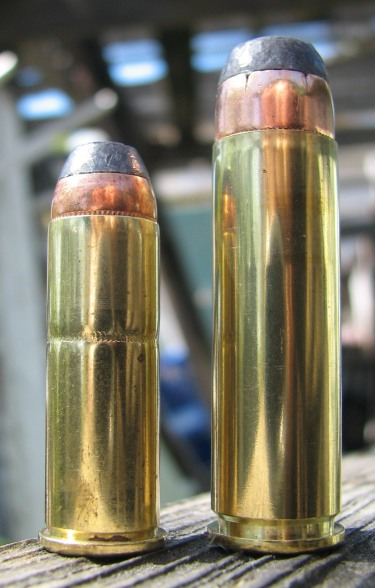
Порівняння набоїв 44 Remington (ліворуч) та 500 Smith & Wesson Magnum.

Як і більшість револьверів великих калібрів S&W Model 500 Emergency Survival підходить для використання в спорті, на полюванні та для виживання. Ці потужні набої .500 S&W Magnum можуть вбити великих бурих ведмедів, білих ведмедів та навіть тварин великої африканської п'ятірки. Револьвер Модель 500 може стріляти кулями вагою 22,7 г зі швидкістю 602 м/с з дуловою швидкістю 4,1 кДж. Комерційні набої можна придбати з кулями вагою від 275 до 700 гранів. Модель 500 має сильну віддачу та високу зупиняючу силу, це найпотужніший револьверний набій в світі. Модель 500 також може стріляти коротшими набоями .500 S&W Special. Smith & Wesson Model 460 Emergency Survival такий саме револьвер під набій .460  S&W Magnum. Крім того він може стріляти набоями .454 Casull та .45 Colt.

## Аксесуари

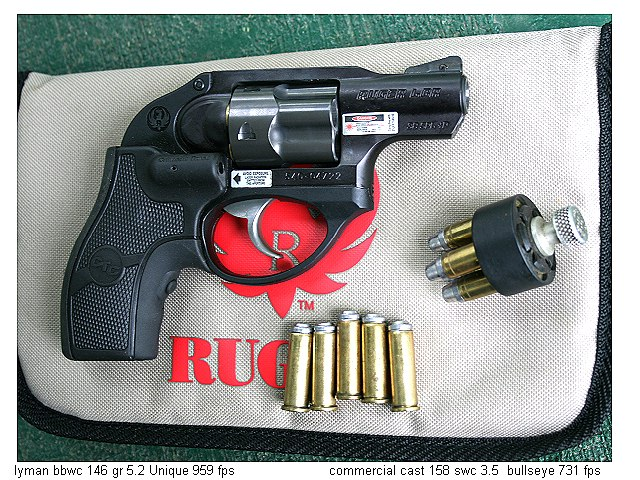
Ruger LCR .38 Special з вмонтованим лазерним прицілом Crimson Trace.

На ринку існує широкий асортимент аксесуарів для короткоствольних револьверів, в тому числі руків'я, обойми швидкого заряджання та кобури. Також існують кожухи для курків та кожухи-руків'я курків (Bianchi Lightning Grip) які перетворюють стандартні револьвери з виступаючими курками на моделі "bodyguard". Курковий кожух Pocket-Safe пластиковий пристрій, який закриває курок, який запобігає чіплянню зброї за одяг і який відкидається при натисканні на спусковий гачок. Існує великий вибір лазерних прицілів компанії Crimson Trace. Barami Hip-Grip це "руків'я для револьверів з лопатею або крилом з правої сторони. Крило чіпляється за пояс і тримає зброю в тому ж місці де ви її причепили."